# Педерсен, Каспер (велогонщик)
Каспер Педерсен (дат. Casper Phillip Pedersen; род. 15 марта 1996 в Копенгагене, Дания) — датский профессиональный трековый и шоссейный велогонщик, выступающий за ирландскую проконтинентальную велокоманду «Aqua Blue Sport». Чемпион Европы 2016 года среди андеров в групповой гонке.

## Достижения

### Трек
2015
3-й  Командное преследование, Чемпионат Европы
2017
1-й  Командное преследование, Кубок мира (Кали)
2-й  Мэдисон (с Никласом Ларсеном), Чемпионат Европы
2-й  Командное преследование, Кубок мира (Прушков)

### Шоссе
2014
2-й Париж — Рубе (юниоры)
2015
3-й Скандинавская гонка
2016
2-й  Чемпионат Дании U23 в групповой гонке
7-й Эшборн — Франкфурт U23
2017
1-й  Чемпион Европы U23 в групповой гонке
1-й Гран-при Хорсенса
1-й Этап 2 Флеш дю Сюд
2-й Тур Фюна
2-й Эшборн — Франкфурт U23
3-й Тур Дании
1-й Этап 1
3-й  Чемпионат Дании U23 в групповой гонке
10-й Крейз Брейз Элит